# Brian Fairlie
Brian Fairlie (Christchurch, 13 giugno 1948) è un ex tennista neozelandese.

## Biografia
In carriera ha vinto 2 titoli in singolare e 4 titoli di doppio; questi ultimi tutti in coppia con l'egiziano Ismail El Shafei. Nei tornei del Grande Slam ha ottenuto il suo miglior risultato in singolare raggiungendo nel 1970 i quarti di finale agli U.S. Open; in doppio, raggiungendo le semifinali agli Open di Francia nel 1971.
In Coppa Davis ha disputato 48 partite, vincendone 20 e perdendone 28.

## Statistiche

### Singolare

#### Vittorie (2)
| Numero | Anno | Torneo                                | Superficie | Avversario in finale | Punteggio       |
| 1.     | 1973 | Rothmans International London, Londra | Cemento    | Mark Cox             | 2-6 6-2 6-2 7-6 |
| 2.     | 1976 | Philippine International, Manila      | Cemento    | Ray Ruffels          | 7–5, 6–7, 7–6   |

### Doppio

#### Vittorie (4)
| Numero | Anno | Torneo                                     | Superficie  | Compagno         | Avversari in finale         | Punteggio     |
| 1.     | 1974 | St. Louis WCT, Saint Louis                 | Terra rossa | Ismail El Shafei | Ross Case Geoff Masters     | 7–6, 6–7, 7–6 |
| 2.     | 1976 | Sydney Indoor, Sydney                      | Cemento     | Ismail El Shafei | Syd Ball Kim Warwick        | 4-6, 6-4, 7-6 |
| 3.     | 1977 | Hall of Fame Tennis Championships, Newport | Erba        | Ismail El Shafei | Tim Gullikson Tom Gullikson | 6-7, 6-3, 7-6 |
| 4.     | 1978 | Cairo Open, Il Cairo                       | Terra rossa | Ismail El Shafei | Lito Álvarez George Hardie  | 6–3, 7–5, 6–2 |